# Asperula pinifolia
Asperula pinifolia là một loài thực vật có hoa trong họ Thiến thảo. Loài này được (Boiss.) Ehrend. & Schönb.-Tem. mô tả khoa học đầu tiên năm 1991.